# Škoda Rapid (1981)
Škoda Rapid/Garde (typ 743) − sportowy samochód produkowany przez ówcześnie czechosłowacką firmę Škoda od 1981 do 1990 roku w zakładzie w Kvasinach oraz Bratysławie.

## Historia i opis modelu
Pierwsza oficjalna prezentacja Škody Garde nastąpiła w październiku 1981 roku w Brnie. Zaraz po premierze w zakładzie w Kvasinach ruszyła produkcja próbnej serii. Do końca roku fabrykę opuściło 38 egzemplarzy. W aucie zastosowano 55 konny silnik o pojemności 1174 cm³ znany ze Škoda 120 GLS i 4−biegową skrzynię biegów. W kolejnych latach produkcji 1982 i 1983 fabrykę opuściło kolejno 2854 i 3856 sztuk Škód Garde. W 1984 roku po wprowadzeniu elementów nadwozia Škody 130 (m.in. aerodynamiczny kształt przodu, nowe reflektory), nazwę samochodu zmieniono na Rapid. W lipcu tego samego roku zmontowano ostatnie coupé z 742.12X i 4−biegową skrzynią. Jesienią ruszyła produkcja nowego modelu 130 Rapid z mocniejszym silnikiem Š742.13 o pojemności 1289 cm³ i 58 KM, oraz 5−biegową skrzynią biegów. W tym roku wytworzono 2584 egzemplarze Škody Rapid i 1576 Škody 130 Rapid. W 1987 roku na rynku pojawiły się nowe modele Rapid 135 i Rapid 136 wyposażone w zmodernizowany silnik 1289 cm³ przygotowywany dla Škody Favorit oraz zakończono produkcję w bratysławskiej fabryce BAZ, która trwała od 1982 roku. Podstawowy i zarazem najtańszy model 130 Rapid nadal pozostawał w produkcji. Wszystkie wersje przeszły drobny face lifting − nowy zestaw wskaźników i kształt kierownicy. W sierpniu 1990 roku z taśmy montażowej fabryki w Kvasinach zjechał ostatni egzemplarz Škody Rapid. 

## Dane techniczne
|                                 | Garde                                                                                             | Rapid                                                                                             | 130 Rapid                                                                                         | 135 Rapid                                                                                         | 136 Rapid                                                                                         |
| ------------------------------- | ------------------------------------------------------------------------------------------------- | ------------------------------------------------------------------------------------------------- | ------------------------------------------------------------------------------------------------- | ------------------------------------------------------------------------------------------------- | ------------------------------------------------------------------------------------------------- |
| Silniki                         |                                                                                                   |                                                                                                   |                                                                                                   |                                                                                                   |                                                                                                   |
| Silnik                          | Š 781.12X                                                                                         | Š 781.12X                                                                                         | Š 781.13                                                                                          | Š 781.135                                                                                         | Š 781.136                                                                                         |
| Lata produkcji                  | 1981-1983                                                                                         | 1984-1987                                                                                         | 1984-1988                                                                                         | 1987-1990                                                                                         | 1987-1990                                                                                         |
| Rodzaj silnika                  | czterosuwowy, górnozaworowy, benzynowy                                                            | czterosuwowy, górnozaworowy, benzynowy                                                            | czterosuwowy, górnozaworowy, benzynowy                                                            | czterosuwowy, górnozaworowy, benzynowy                                                            | czterosuwowy, górnozaworowy, benzynowy                                                            |
| Liczba i układ cylindrów        | 4 cylindry w układzie rzędowym, umieszczone wzdłużnie za tylną osią pochylone o 20 stopni w prawo | 4 cylindry w układzie rzędowym, umieszczone wzdłużnie za tylną osią pochylone o 20 stopni w prawo | 4 cylindry w układzie rzędowym, umieszczone wzdłużnie za tylną osią pochylone o 20 stopni w prawo | 4 cylindry w układzie rzędowym, umieszczone wzdłużnie za tylną osią pochylone o 20 stopni w prawo | 4 cylindry w układzie rzędowym, umieszczone wzdłużnie za tylną osią pochylone o 20 stopni w prawo |
| Liczba zaworów                  | 8                                                                                                 | 8                                                                                                 | 8                                                                                                 | 8                                                                                                 | 8                                                                                                 |
| Pojemność                       | 1174 cm³                                                                                          | 1174 cm³                                                                                          | 1289 cm³                                                                                          | 1289 cm³                                                                                          | 1289 cm³                                                                                          |
|                                 | 72,0 mm                                                                                           | 72,0 mm                                                                                           | 75,5 mm                                                                                           | 75,5 mm                                                                                           | 75,5 mm                                                                                           |
| Skok tłoka                      | 72,0 mm                                                                                           | 72,0 mm                                                                                           | 72,0 mm                                                                                           | 72,0 mm                                                                                           | 72,0 mm                                                                                           |
| Stopień sprężania               | 9,5:1                                                                                             | 9,5:1                                                                                             | 9,7:1                                                                                             | 8,8:1                                                                                             | 9,7:1                                                                                             |
| Moc maksymalna                  | 54 KM (40,5 kW) przy 5200 obr./min                                                                | 54 KM (40,5 kW) przy 5200 obr./min                                                                | 58 KM (43 kW) przy 5000 obr./min                                                                  | 58 KM (43 kW) przy 5000 obr./min                                                                  | 62 KM (46 kW) przy 5000 obr./min                                                                  |
| Maks. moment obrotowy           | 85,5 Nm przy 3250 obr./min                                                                        | 85,5 Nm przy 3250 obr./min                                                                        | 97 Nm przy 2850 obr./min                                                                          | 94 Nm przy 3000 obr./min                                                                          | 100 Nm przy 3000 obr./min                                                                         |
| Sposób dostarczenia paliwa      | gaźnik Jikov 32 EDSR                                                                              | gaźnik Jikov 32 SEDR                                                                              | gaźnik Jikov 32 SEDR                                                                              | gaźnik Jikov 32 SEDR                                                                              | gaźnik Jikov 32 SEDR                                                                              |
| Skrzynia biegów                 | czterostopniowa + wsteczny                                                                        | czterostopniowa + wsteczny                                                                        | pięcioostopniowa + wsteczny                                                                       | pięcioostopniowa + wsteczny                                                                       | pięcioostopniowa + wsteczny                                                                       |
| Sprzęgło                        | suche, jednotarczowe, sterowane hydraulicznie                                                     | suche, jednotarczowe, sterowane hydraulicznie                                                     | suche, jednotarczowe, sterowane hydraulicznie                                                     | suche, jednotarczowe, sterowane hydraulicznie                                                     | suche, jednotarczowe, sterowane hydraulicznie                                                     |
| Osiągi                          |                                                                                                   |                                                                                                   |                                                                                                   |                                                                                                   |                                                                                                   |
| Prędkość maksymalna             | 153 km/h                                                                                          | 153 km/h                                                                                          | 153 km/h                                                                                          | 148 km/h                                                                                          | 153 km/h                                                                                          |
| Zużycie paliwa przy 90 km/h     | 6,5 l/100 km                                                                                      | 6,5 l/100 km                                                                                      | 5,8 l/100 km                                                                                      | 6,0 l/100 km                                                                                      | 5,7 l/100 km                                                                                      |
| Zużycie paliwa przy 120 km/h    | 9,2 l/100 km                                                                                      | 9,2 l/100 km                                                                                      | 8,2 l/100 km                                                                                      | 8,2 l/100 km                                                                                      | 7,9 l/100 km                                                                                      |
| Zużycie paliwa w cyklu miejskim | 8,9 l/100 km                                                                                      | 8,9 l/100 km                                                                                      | 8,9 l/100 km                                                                                      | 8,9 l/100 km                                                                                      | 8,7 l/100 km                                                                                      |

## Produkcja
| Model             | Typ   | Okres produkcji           | Liczba |
| ----------------- | ----- | ------------------------- | ------ |
| Škoda Garde/Rapid | 743   | wrzesień 1981–lipiec 1984 | 11 179 |
| Škoda 130 Rapid   | 743   | czerwiec 1984–1989        | 22 475 |
| Škoda 135 Rapid   | 747   | 1987–1990                 | 1272   |
| Škoda 136 Rapid   | 747   | 1987–1990                 | 9708   |
| Razem             | Razem | Razem                     | 44 634 |

## Galeria

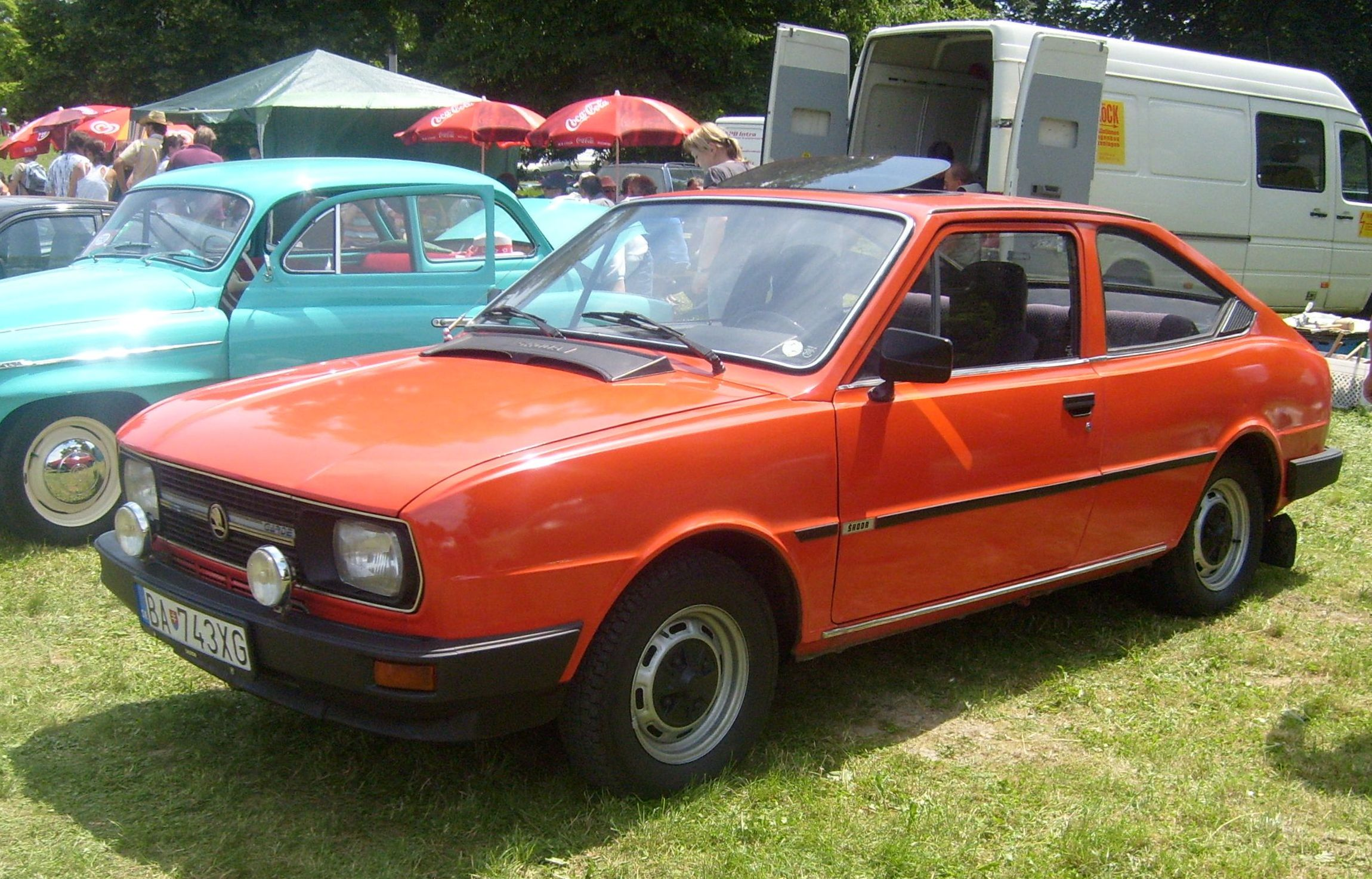
Škoda Garde
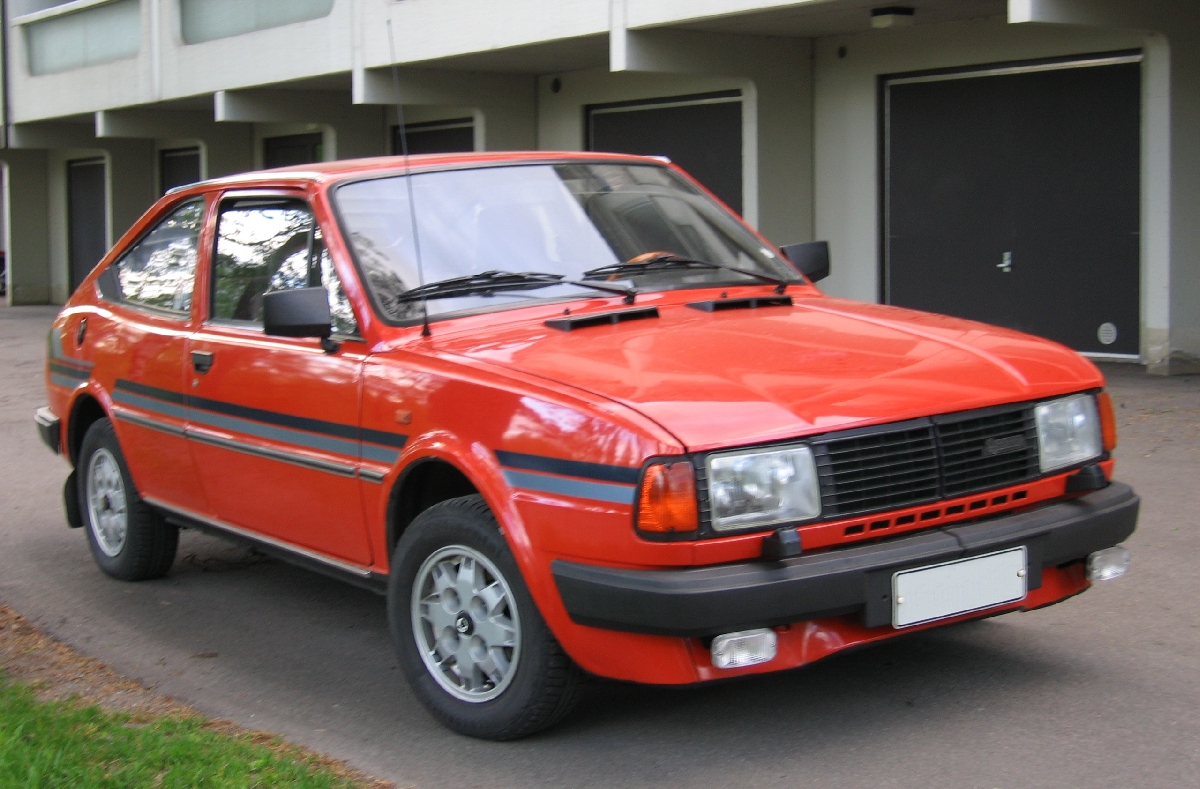
Škoda Rapid 130
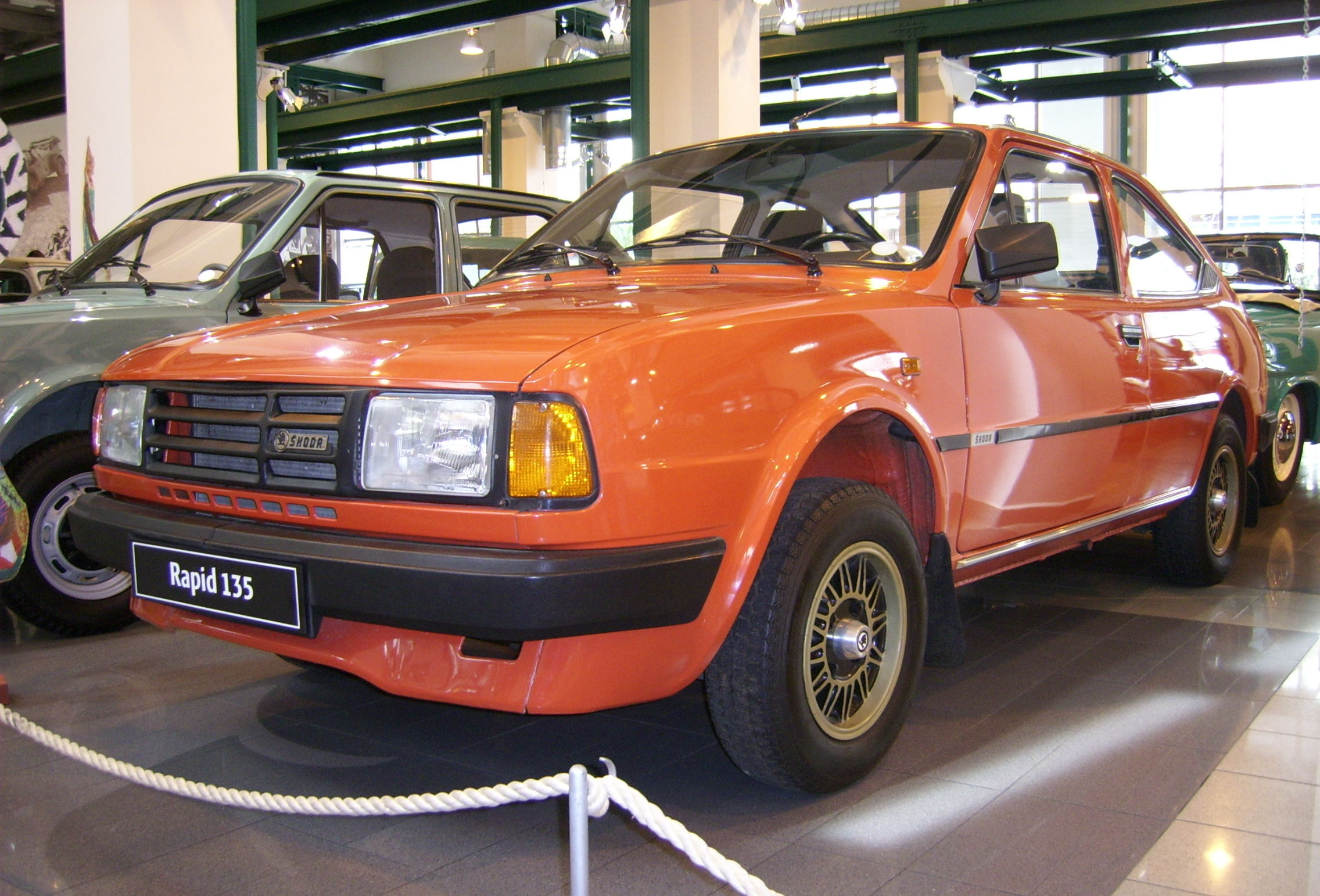
Škoda Rapid 135
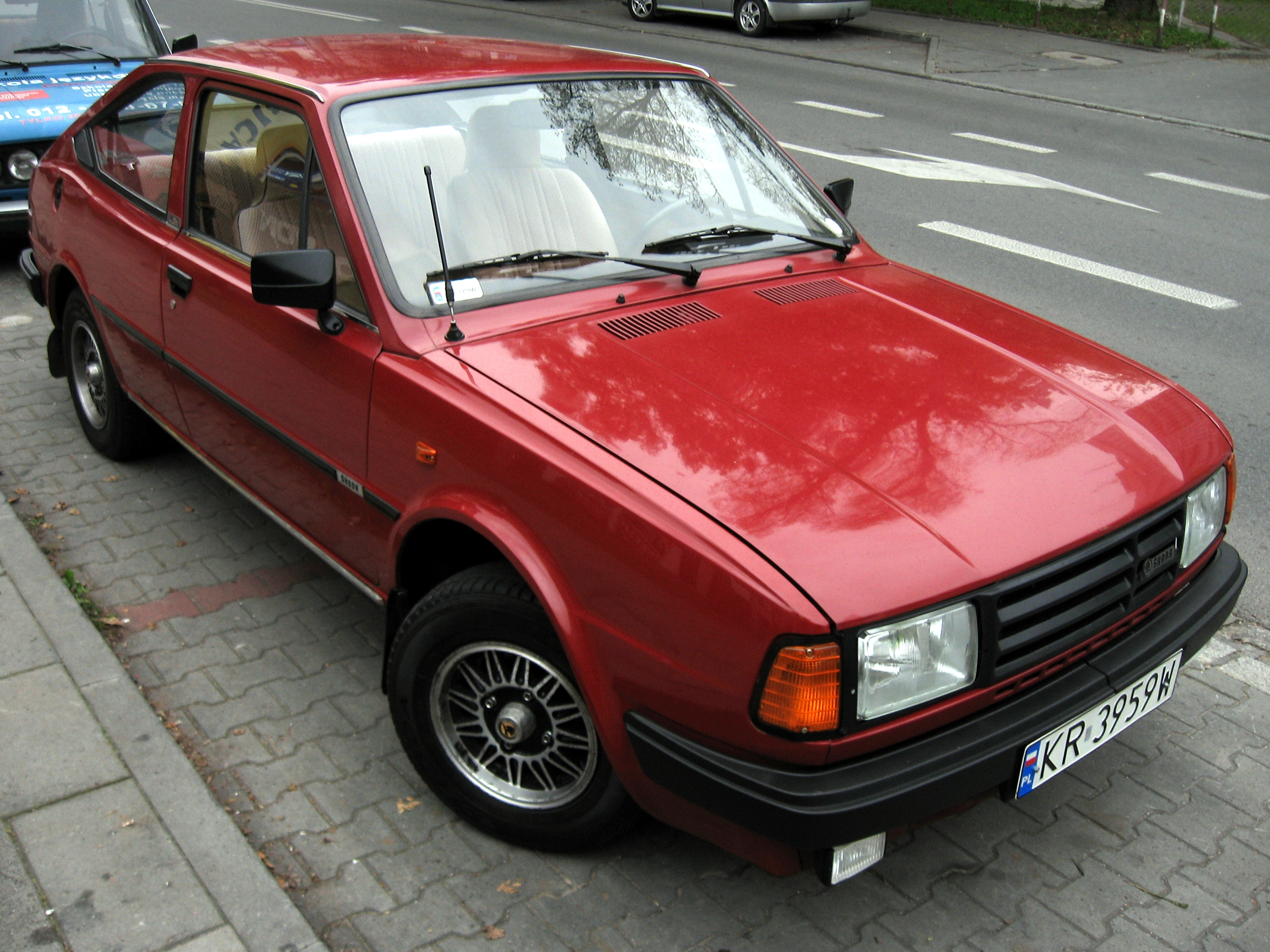
Škoda Rapid 136
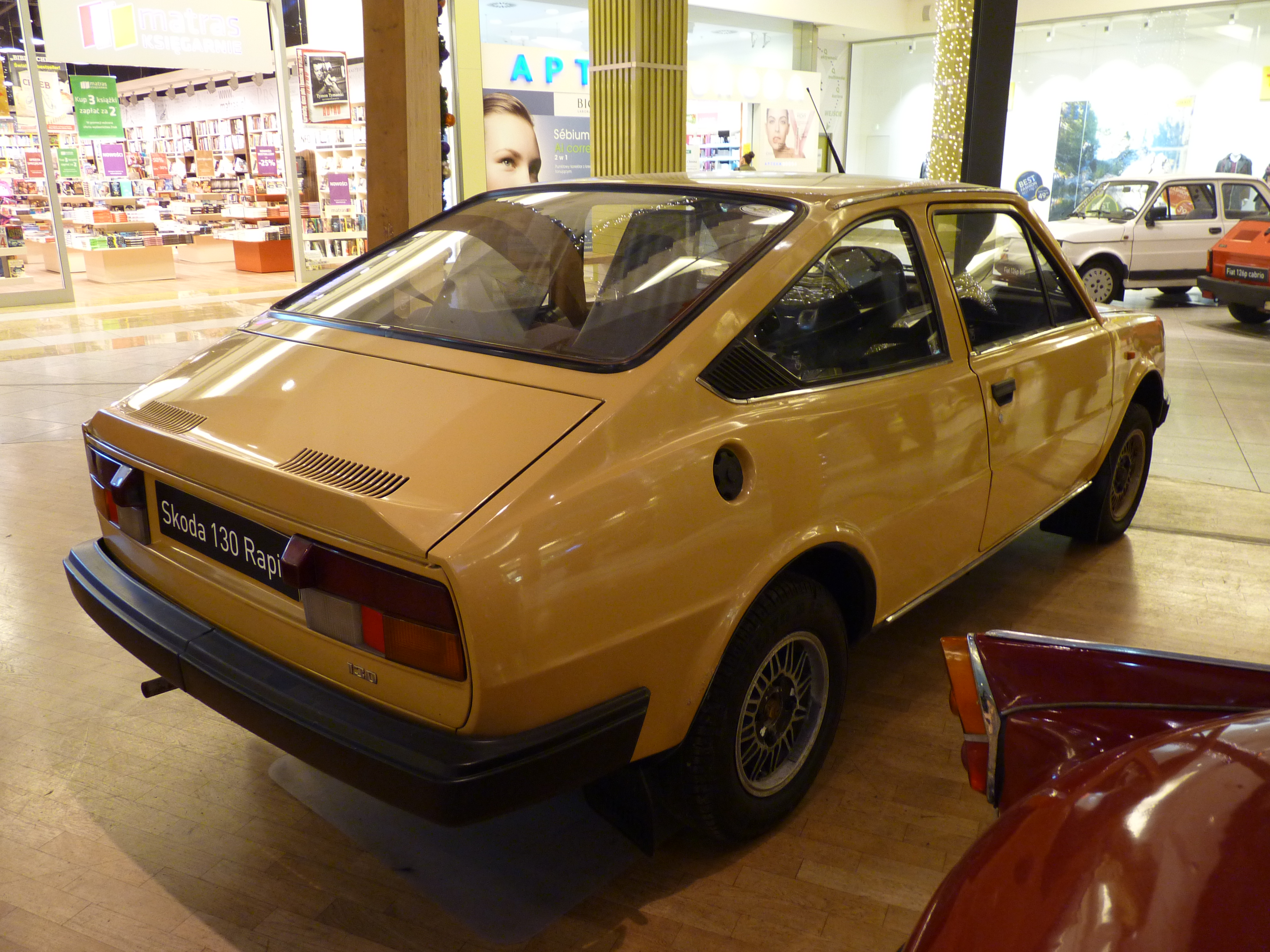
Škoda Rapid 130 – tył pojazdu
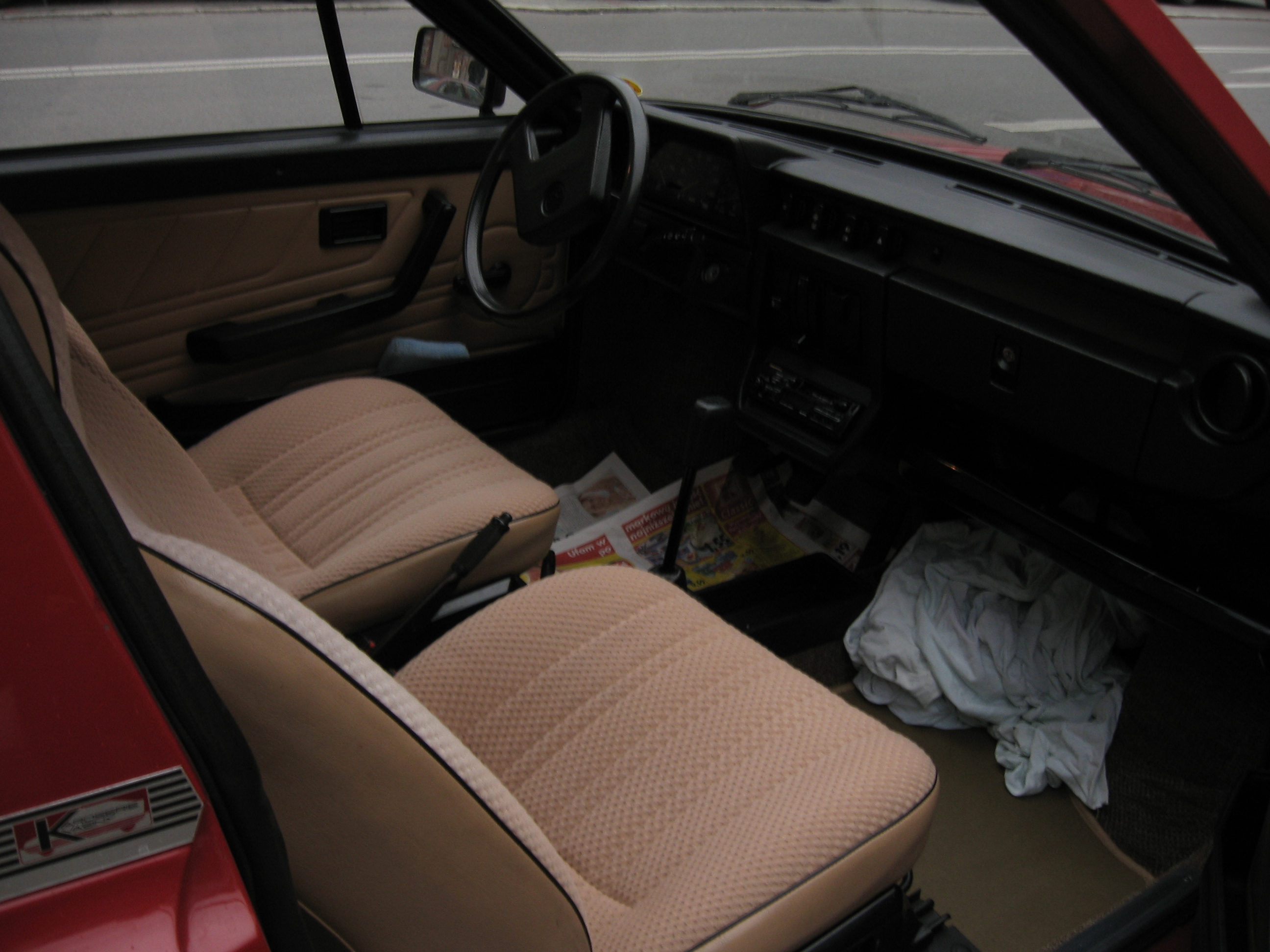
Škoda Rapid 136 – wnętrze